# 정규 함수
집합론에서 정규 함수(正規函數, 영어: normal function)는 그 도함수를 취할 수 있는, 정의역과 공역이 순서수의 모임인 연속 증가 함수이다. 이를 사용하여 매우 큰 가산 순서수들을 나타낼 수 있다.

## 정의
집합론적 문제를 피하기 위하여, 비가산 도달 불가능한 기수 {\displaystyle \kappa }를 고르자. (만약 모임 이론을 사용한다면 {\displaystyle \kappa =\operatorname {Ord} }로 놓을 수 있다. 여기서 {\displaystyle \operatorname {Ord} }는 모든 순서수들의 모임이다.)
자기 함수
{\displaystyle f\colon \kappa \to \kappa }
가 다음 조건을 만족시킨다면 정규 함수라고 한다.
- 순증가 함수이다. 즉, 임의의 두 순서수 {\displaystyle \alpha <\beta <\kappa }에 대하여, {\displaystyle f(\alpha )<f(\beta )}이다.
- 순서 위상에 대하여 연속 함수이다. 즉, 극한 순서수 {\displaystyle \alpha <\kappa }에 대하여, {\displaystyle f(\alpha )=\textstyle \sup _{\beta <\alpha }f(\beta )}이다.

## 성질
정규 함수는 다음 성질들을 만족시킨다.
- 임의의 {\displaystyle \alpha <\kappa }에 대하여, {\displaystyle f(\alpha )\geq \alpha }

- 임의의 순서수들의 집합 {\displaystyle S\subseteq \kappa }에 대하여, {\displaystyle \textstyle f(\sup S)=\sup _{s\in S}f(s)}

### 도함수
베블런 고정점 정리(Veblen固定點定理, 영어: Veblen fixed-point theorem)에 따르면, {\displaystyle f}의 고정점들의 모임의 상한은 {\displaystyle \kappa }이다.
이에 따라, 정규 함수 {\displaystyle f}의 도함수(導函數, 영어: derivative) {\displaystyle f'\colon \kappa \to \kappa }를 다음과 같이 정의할 수 있다.
{\displaystyle f'(\alpha )}는 {\displaystyle f}의 {\displaystyle \alpha }번째 고정점이다.
정규 함수의 도함수 역시 정규 함수이다. 따라서, 이를 반복하여 모든 유한 순서수 {\displaystyle n}에 대하여 도함수를 다음과 같이 정의할 수 있다.
{\displaystyle f^{(\alpha +1)}=(f^{(\alpha )})'}
보다 일반적으로, 임의의 양의 극한 순서수 {\displaystyle \alpha }에 대하여, 그보다 작은 차수의 도함수들의 공통된 고정점들의 집합
{\displaystyle \bigcap _{\beta <\alpha }\left\{\gamma <\kappa \colon f^{(\beta )}(\gamma )=\gamma \right\}}
은 {\displaystyle \kappa }와 순서 동형이며, 따라서 이를 열거하여 {\displaystyle f^{(\alpha )}(\gamma )}를 위 공통 고정점 집합의 {\displaystyle \alpha }번째 원소로 정의할 수 있다.
이와 같이, {\displaystyle f}의 초한 도함수들을 모두 정의할 수 있다. 이 초한 함수열을 {\displaystyle f}의 베블런 위계(영어: Veblen hierarchy)라고 한다.
특히, 순서수 {\displaystyle \delta }에 대하여 {\displaystyle \delta }진 베블런 위계(영어: base-{\displaystyle \delta } Veblen hierarchy)란 정규 함수 {\displaystyle \alpha \mapsto \delta ^{\alpha }}에 대한 베블런 위계를 뜻하며, 정규 함수를 명시하지 않고 "베블런 위계"라고 하면 {\displaystyle \alpha \mapsto \omega ^{\alpha }}의 베블런 위계를 뜻한다.

## 예
다음과 같은 함수들은 정규 함수이다.
- 임의의 순서수 {\displaystyle \beta <\kappa }에 대하여, {\displaystyle \alpha \mapsto \beta +\alpha } (그러나 {\displaystyle \alpha \mapsto \alpha +1}은 정규 함수가 아니다)
- 임의의 순서수 {\displaystyle 1\leq \beta <\kappa }에 대하여, {\displaystyle \alpha \mapsto \beta \cdot \alpha }
- 임의의 순서수 {\displaystyle 2\leq \beta <\kappa }에 대하여, {\displaystyle \alpha \mapsto \beta ^{\alpha }}
- 알레프 수 {\displaystyle \alpha \mapsto \aleph _{\alpha }}
- 베트 수 {\displaystyle \alpha \mapsto \beth _{\alpha }}

(마지막 두 예는 도달 불가능한 기수는 알레프 함수와 베트 함수의 고정점이기 때문이다.:16, 20:78, Exercise 1.7.7(b))

## 역사
정규 함수의 개념과 베블런 고정점 정리는 오즈월드 베블런이 1908년에 도입하였다. 베블런은 정규 함수를 "연속 증가 함수"(영어: continuous increasing function)라고 불렀다.:281, §1